# Göteryds pastorat
Berga pastorat är ett pastorat i Allbo-Sunnerbo kontrakt i Växjö stift i Svenska kyrkan.
Pastoratskoden är 060301.
Pastoratet fick sin nuvarande omfattning 1962 och omfattar följande församlingar:
- Göteryds församling
- Hallaryds församling
- Pjätteryds församling